# Radiesthésie
La radiesthésie est un procédé divinatoire de détection reposant sur la croyance selon laquelle les êtres vivants seraient sensibles à certaines radiations qu'émettraient différents corps, selon l'abbé Bouly,,. Elle permettrait ainsi de localiser des sources, de retrouver un objet perdu, un trésor ou une personne disparue, d'établir un diagnostic médical, de déterminer la profondeur d'un puits, etc. ; mais les études rigoureuses qui ont été menées (notamment la grande expérience de l'université de Munich, réalisée entre 1986 et 1988) n'ont mis en évidence aucune efficacité de la radiesthésie. Le mouvement de la baguette serait dû à un mouvement semi-conscient que  W. B. Carpenter a appelé l'effet idéomoteur, et la radiesthésie est donc considérée comme étant une pseudoscience.
On doit le mot « radiesthésie » (du latin radius, « rayon » et du grec aisthêsis, « sensibilité ») aux abbés Bouly et Bayard. La radiesthésie est, selon la définition de l'abbé Bouly, la croyance en la faculté d'exercer cette sensibilité pour découvrir, grâce au pendule ou à la baguette, ce qui est caché aux facultés normales mais dont l'existence est réelle ou imaginaire.

## Histoire
Le terme « radiesthésie » est employé pour la première fois en 1926 par l'abbé Bouly. L'invention de ce terme s'inscrit dans une volonté d'institutionnaliser la pratique traditionnelle des sourciers, sur le modèle des disciplines scientifiques. Elle fait suite à un premier congrès organisé en 1913 par Henri Mager et Armand Viré, suivi de ceux de Paris (en 1923 et en 1926), et d'Alger en 1928. L’abbé Bouly crée en 1929 l’Association française et internationale des amis de la radiesthésie qui publie un Bulletin de l’Association.  À cette époque, alors que la physique des rayonnements se développe depuis la fin du XIXe siècle (électromagnétisme, rayons X, radioactivité…), le postulat d'une émission de diverses radiations par la matière sous-tend la radiesthésie.  
Des scientifiques de renom s'intéressent au phénomène et sont membres fondateurs de l'association : Édouard Branly, l'inventeur de la TSF, Arsène d'Arsonval, médecin et cofondateur de l’École supérieure d'électricité, Henri Deslandres, astronome et ancien président de l'Académie des sciences, ainsi que de célèbres praticiens de la radiesthésie : l’abbé Mermet, « Prince des Sourciers », Henry de France. 
La période 1930-1940 verra exploser le nombre d'ouvrages consacrés à la radiesthésie et à ses applications (plus de 130 titres au catalogue de la BNF). Dans le même temps se met en place la controverse avec les scientifiques rationalistes. En 1935, une expérience organisée par le Dr Robert Rendu conclut « ainsi donc, tout s’est passé comme si le pendule obéissait aux simples lois du hasard et non pas à des radiations émises ».[réf. nécessaire]
Après la guerre, la radiesthésie sera progressivement classée dans les pseudosciences, faisant toutefois de brèves controverses médiatiques. Ainsi, en mai 1963, le numéro 548 de la revue de vulgarisation Science et Vie, lui consacre un article titré « Après des années de polémique, Science et Vie l'affirme « Oui la radiesthésie est vraie ! ». L'article fait suite à l'interview d'Yves Rocard, un scientifique de renom qui, sur la fin de sa vie, a mené des expériences tentant de démontrer que la radiesthésie était permise par la détection par le corps humain de très faibles champs magnétiques. La controverse se poursuit dans les années 1980 avec la publication par Yves Rocard de l'article « Le signal du sourcier » dans la revue La Recherche, entrainant des réfutations de la part de H. Broch et du comité Para.

## Accessoires

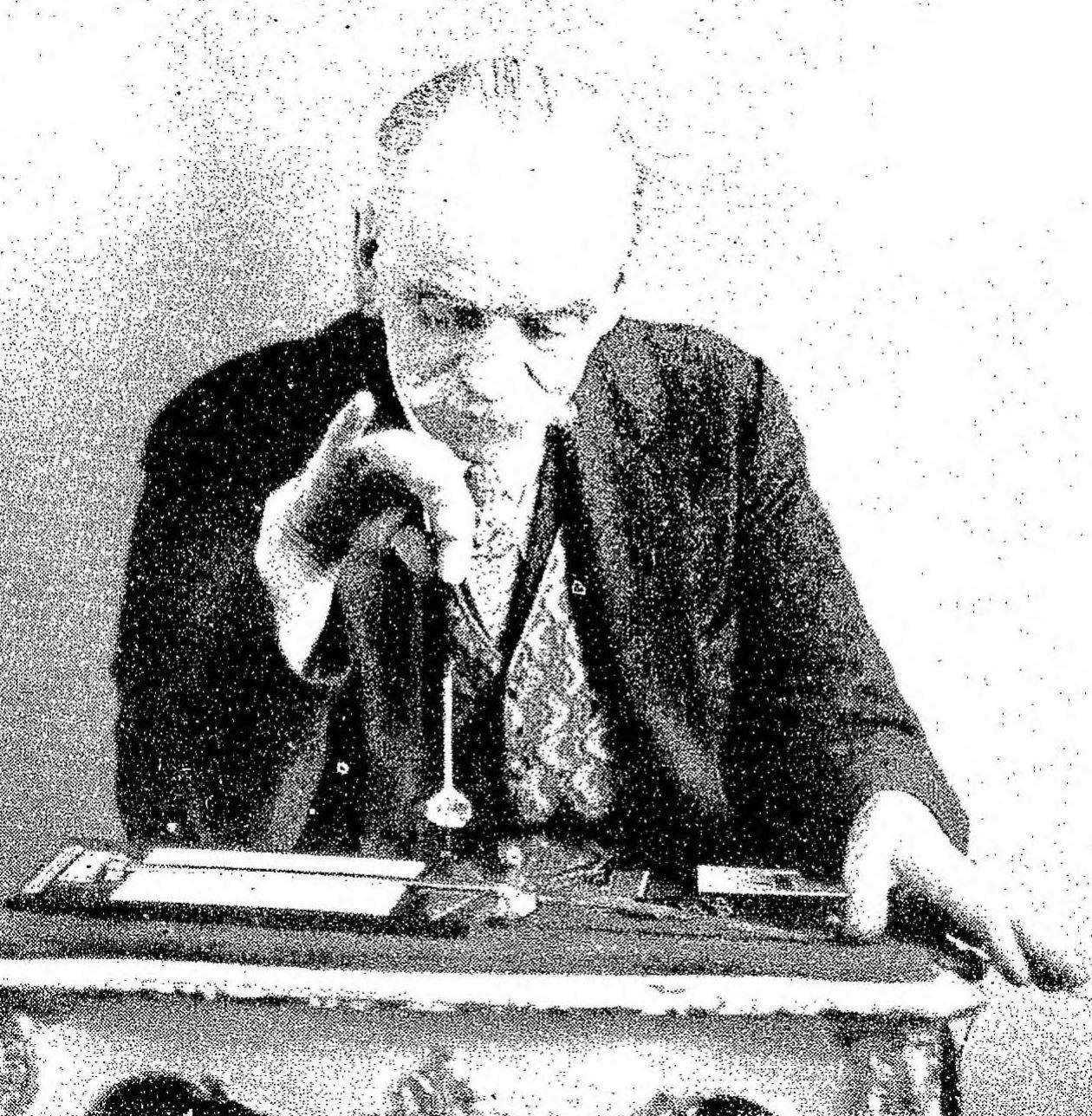
Le radiesthésiste Alfred Bovis (1871-1947) en 1935.

Les accessoires les plus courants du radiesthésiste sont :
- le pendule[2] (masse pesante quelconque, mais symétrique et suspendue à un fil souple) ; cet objet est parfois creux de façon à pouvoir y placer des échantillons « témoins » (voir ci-dessous) ;
- la baguette, est constituée de deux branches en matière flexible d'environ trente centimètres de long, reliées à une extrémité. Elle sert le plus souvent à la recherche de sources, mais peut tout aussi bien servir en matière de radiesthésie médicale. Autrefois, la baguette était taillée dans une branche de noisetier ;
- l'antenne de Lecher ; elle est inspirée de l'invention d'Ernst Lecher (les « fils de Lecher[19] ») ;
- les témoins servent de support psychique, mais ils n'ont rien d'indispensable. Ils peuvent aider à mobiliser les connaissances relatives à l'objet de la recherche ;
- le lobe énergétique.

## Expériences
Les observations du chimiste Michel-Eugène Chevreul ont conduit à découvrir que les mouvements de la baguette de sourcier et ceux du pendule de radiesthésiste étaient causés par l'effet idéomoteur, dû aux praticiens eux-mêmes et non à des phénomènes extérieurs (ondes ou champs). Chevreul publia ses observations en 1854 dans un livre intitulé De la baguette divinatoire, du pendule dit explorateur et des tables tournantes, au point de vue de l'histoire de la critique et de la méthode expérimentale,.
Des expériences récentes, à partir des années 1980, ont été réalisées pour essayer de mettre en évidence le phénomène radiesthésique, les plus rigoureuses, comme celle de Munich ou Cassel, n'ont pas prouvé l'existence du phénomène. Au contraire, dans ces expériences réalisées à double insu, les sourciers ne dépassent pas les résultats dus au hasard. Voir l'article Sourcier pour plus de détails.
La radiesthésie et les mesures faites avec un pendule, système de mesure faisant intervenir systématiquement la sensibilité des êtres vivants, se base par principe sur la subjectivité de la personne effectuant la mesure, ce qui est incompatible avec la démarche scientifique, qui se base sur des données chiffrées précises et répétables[citation nécessaire].
Certains radiesthésistes emploient parfois le Bovis comme unité de mesure. Il exprimerait le supposé taux vibratoire ou la supposée énergie cosmo-tellurique d'un lieu ou d'un corps. Sa définition varie suivant les auteurs, et aucun protocole expérimental ne permet d'en faire une estimation objective et reproductible. Il n'existe ainsi aucun moyen de le mesurer.

## Applications

### Sourcellerie
La sourcellerie consiste à chercher de l'eau dans le sol avec différents outils radiesthésiques.

### Géobiologie
La géobiologie (au sens radiesthésique) est une pseudo-science étudiant l'ensemble des influences de l'environnement sur le vivant, et notamment des ondes liées aux champs magnétiques, courants d'eau souterrains, réseaux métalliques, failles géologiques.

### Recherche sur plan
Les pendules sont parfois utilisés sur des cartes pour la recherche de personnes disparues ou de sources (cf. Comment j'opère (1932) de l'abbé Mermet).[réf. nécessaire]

### Radionique
Jean de la Föye poursuivit ces recherches et établit des rapports avec l'Hébreu ancien en collaboration avec Gaston Bardet. Depuis Jacques Ravatin a démontré que les ondes de forme ne sont pas des "ondes" au sens de la physique classique mais un phénomène d'émergence dû aux formes à partir du concept de champ de cohérence. Pour Ravatin, la radiesthésie n'est pas un processus divinatoire mais une méthode d'exploration de l'existence dite « sans repères ».